# جائزة إيطاليا الكبرى 1988
جائزة إيطاليا الكبرى 1988 هو سباق فورمولا 1 أقيم بتاريخ 11 سبتمبر 1988 في حلبة مونزا، إيطاليا. كان الثاني عشر من أصل 16 في بطولة العالم لسباقات الفورمولا واحد موسم 1988. حلّ النمساوي غيرهارد بيرغر أولا بينما جاء الإيطالي ميكيلي ألبوريتو في المركز الثاني وحصل على المركز الثالث الأمريكي إدي شيفر.